# Lophotocepheus simplex
Lophotocepheus simplex är en kvalsterart som beskrevs av J. och P. Balogh 1983. Lophotocepheus simplex ingår i släktet Lophotocepheus och familjen Tetracondylidae. Inga underarter finns listade i Catalogue of Life.